# Bicava
Bicava is een geslacht van kevers uit de familie schimmelkevers (Latridiidae).

## Soorten
- B. alacris (Broun, 1880)
- B. amplipennis (Broun, 1893)
- B. angusticollis (Broun, 1880)
- B. castanea (Broun, 1914)
- B. discoidea (Broun, 1880)
- B. diversicollis (Belon, 1884)
- B. erythrocephala (Broun, 1886)
- B. fauveli Belon, 1885
- B. fulgurita Belon, 1884
- B. fusca (Broun, 1886)
- B. fuscicollis (Broun, 1912)
- B. gilvipes (Broun, 1886)
- B. globipennis (Reitter, 1881)
- B. illustris (Reitter, 1879)
- B. obesa (Broun, 1880)
- B. picturata Belon, 1884
- B. platyptera (Broun, 1886)
- B. pubera (Broun, 1880)
- B. pudibunda (Broun, 1880)
- B. semirufa (Broun, 1886)
- B. sharpi Belon, 1884
- B. splendens (Reitter, 1879)
- B. unicolor (Broun, 1914)
- B. variegata (Broun, 1880)
- B. zelandica (Belon, 1884)